# Faraya
Faraya è un centro abitato e comune (municipalité) del Libano situato nel distretto di Kisrawan, governatorato del Monte Libano.